# C/1969 T1 Tago-Sato-Kosaka
C/1969 T1 (Tago-Sato-Kosaka) è una cometa non periodica che è stata scoperta da tre astrofili giapponesi: Akihiko Tago, Yasuo Sato e Kouzou Kosaka. La cometa raggiunse la 3a nei giorni a cavallo tra il 1969 e il 1970 divenendo agevolmente visibile ad occhio nudo.

## Orbita
Caratteristica dell'orbita di questa cometa è di avere una MOID di meno di 90.000 km con la Terra, in effetti la minima distanza tra i due corpi celesti fu raggiunta il 20 gennaio 1970 a 0,38 UA.

## Possibile sciame meteoritico annesso
La piccolissima MOID comporta la possibilità di dare origine ad uno sciame meteorico, Beta Circinidi di gennaio, con le seguenti caratteristiche: picco centrato sul 2,1 gennaio, radiante alle coordinate celesti 15 H 12 M (ascensione retta) e -56,8° (declinazione), coordinate corrispondenti ad un punto nel cielo a 2° da Beta Compasso, una stella situata nella parte settentrionale della costellazione del Compasso, velocità geocentrica 47,80 Km/s, MOID dello sciame 0,000 UA. É da ricordare che questo sciame non è ancora stato confermato e visto che la cometa ha un periodo di oltre 500.000 anni è estremamente improbabile che sia confermato in futuro.